# جونغاريا
جونغاريا هي حوض جيولوجي يقع في اقليم شينجيانغ الصيني يبلغ مساحته 380000 كيلومتر مربع يقع على هضبة تتراوح ارتفاعها ما بين 189 متر و 1000 متر. يحدها من الجنوب جبال تيان شان، من الشمال ألتاي، من الشرق صحراء غوبي وتطل من الغرب على حدود كازاخستان من خلال وديان إيمين و إيرتيش.
هي منطقة نصف صحراوية في الوسط تقع صحراء دزوسوتين إليزن.
تقطنها قبائل منغولية وهي تقع إداريا ضمن الأراضي الصينية.